# 帶齒獸亞目
帶齒獸亞目，又名紐齒獸亞目，是一類早期的哺乳動物，生存在古新世至始新世。這一類動物很快的演化成高度專於挖掘的動物。其下的物種在體型上有很大差異，由大家鼠至熊的體型都有。後期的物種發長出明顯的前牙齒及挖掘用的巨爪。一些屬如Stylinodon的牙齒是不斷會生長的。
帶齒獸亞目下只有一個科，稱為Stylinodontidae。
帶齒獸亞目的化石很少，原因是牠們可能生活在較乾旱的地方，較難於化石化。帶齒獸亞目被归类为白垩兽目（Cimolesta）的亚目。

## 分類
以下是帶齒獸目的分類：
- Cimolesta
  - 帶齒獸目（Taeniodonta）
    - Stylinodontidae
      -         - Onychodectes
        - Conoryctella

      - Conoryctinae
        - Huerfanodon
        - Conoryctes

      - Stylinodontinae
        - Schochia
        - Wortmania
        - 鸚鵡獸屬（Psittacotherium）
        - Ectoganus
        - Stylinodon